# Anders Fryxell
Anders Fryxell, švedski zgodovinar, filozof in akademik, * 7. februar 1795, Edsleskog, † 21. marec 1881, Stockholm.